# Jasmina Skalič
Jasmina Skalič (* 24. Februar 1994 in Šentilj) ist eine ehemalige slowenische Fußballspielerin, die heute unter anderem als -schiedsrichterin in Erscheinung tritt.

## Karriere
Jasmina Skalič wurde am 24. Februar 1994 als Tochter einer Slowenin und eines Bosniers in der an der österreichischen Grenze liegenden slowenischen Stadt Šentilj geboren. Ihren ersten Kontakt mit dem Fußballsport hatte sie im Volksschulalter durch ihren Volksschullehrer, der auch als Nachwuchstrainer beim SV Spittal/Drau fungierte, und sie im Jahre 2005 zum Verein brachte. Dort entwickelte sie sich rasch zu einer Torjägerin und war danach lange Zeit Rekordtorschützin auf Juniorenebene der Spittaler. Kurz nach ihrem 14. Geburtstag debütierte sie in der ersten Mannschaft der Kärntnerinnen in der zweithöchsten Fußballliga des Landes. Danach kam sie nur zu seltenen Einsätzen in der ersten und zweiten Mannschaft, verließ nach knapp vier Jahren Spittal/Drau und wechselte zum SV Rothenthurn, wo sie die Saison 2009/10 absolvierte. Im darauffolgenden Sommer bekam sie ein Angebot des ÖFB-Frauenligisten SK KELAG Kärnten und absolvierte für diesen eine Spielzeit, ehe auch die Damenmannschaft des bereits ein Jahr zuvor aufgelösten Klubs ihren Spielbetrieb einstellen musste.
Im Alter von 16 Jahren musste sie sich einer Fußoperation unterziehen, nachdem ein Knochen im Sprunggelenk abgenützt war und ein anderer Knochen vom Knie ins Sprunggelenk eingesetzt werden musste. Dies trug auch dazu bei, dass ihre Torgefährlichkeit stark abnahm. Zu dieser Zeit hatte die junge Angriffsspielerin bereits ein Angebot aus Deutschland vorliegen, konnte den Wechsel daraufhin jedoch nicht antreten. In weiterer Folge kam sie zum Nachfolgeverein FC St. Veit und schloss sich nach zwei Saisonen der Spielgemeinschaft FC Feldkirchen/SV Magdalensberg an. Für diese absolvierte sie in der Saison 2013/14 ihre letzten Einsätze und konzentrierte sich danach vorrangig auf ihre berufliche Laufbahn im Gesundheitsbereich bzw. ihre Karriere als Fußballschiedsrichterin im Kärntner Amateurfußball. Als Schiedsrichterassistentin kam sie bereits früh auch in Spielen der Kärntner Liga und der Frauen-Bundesliga zum Einsatz. Später leitete sie auch selbst Spiele in diesen Spielklassen. Ihre Schiedsrichterprüfung hatte sie im Jahr 2014 abgelegt und war etwa im Oktober 2017 als Kärntner Fußballschiedsrichterin des Monats ausgezeichnet worden. Oftmals agiert sie als Schiedsrichterin an der Seite ihres jüngeren Bruders Edis (* 1998).

### Nationalmannschaft
Skalič gehörte zum erweiterten Kader der A-Nationalmannschaft von Slowenien, für die sie 2012 debütierte.